# Katharina Häcker

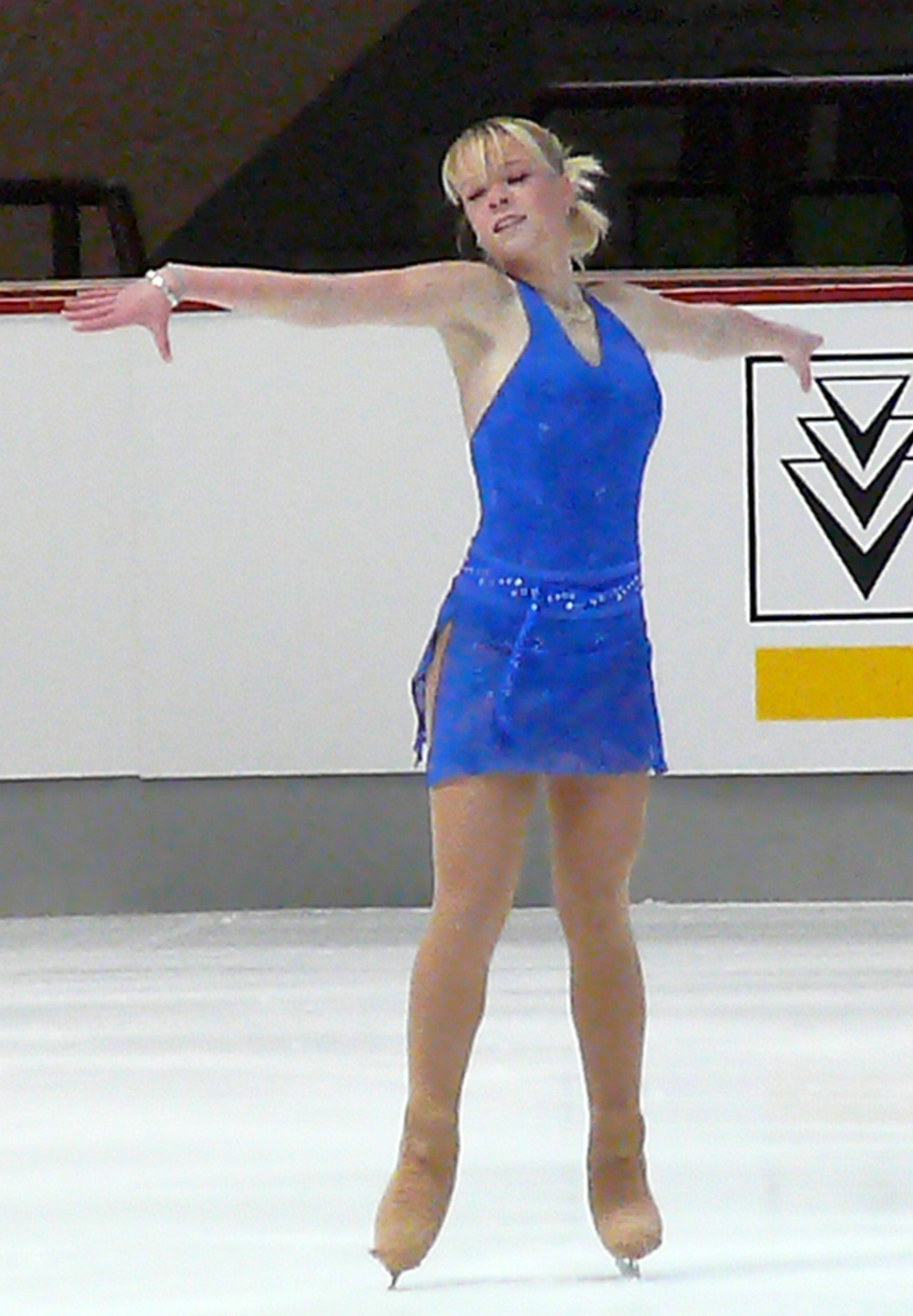
Katharina Häcker bei der Kurzkür zur Nebelhorn Trophy 2007 in Oberstdorf

Katharina Häcker (* 25. Dezember 1986 in Mannheim) ist eine ehemalige deutsche Eiskunstläuferin, die im Einzellauf startete.

## Biografie
Katharina Häcker begann das Eislaufen im Alter von sechs Jahren beim Mannheimer ERC, für den sie auch heute noch startet. 2002 wurde Häcker im frühen Alter von 15 Jahren deutsche Meisterin im Einzellauf, durfte jedoch nicht zu Europa- und Weltmeisterschaften, da sie dafür nach den ISU-Regeln zu jung war. Ihre größten internationalen Erfolge waren der Sieg beim Europäischen Olympischen Jugendfestival 2003 in Bled (Slowenien) und ein sechster Platz bei den Juniorenweltmeisterschaften 2001 in Sofia. Ihr Trainer war bis 2005 Landestrainer Peter Sczypa. In den Jahren 2005 und 2006 wurde Häcker durch Verletzungen zurückgeworfen. Ihr Wettkampf-Comeback bestritt sie bei den baden-württembergischen Meisterschaften 2007 in Mannheim. 2011 wurde sie mit 144,61 Punkten deutsche Vizemeisterin hinter Sarah Hecken und gewann dabei knapp die Kür. Zuletzt trainierte Häcker bei Karin Stephan.

## Ergebnisse
| Wettbewerb/Wintersaison     | 1997/98 | 1998/99 | 1999/00 | 2000/01 | 2001/02 | 2002/03 | 2003/04 | 2004/05 | 2005/06 | 2006/07 | 2007/08 | 2008/09 | 2009/10 | 2010/11 |
| --------------------------- | ------- | ------- | ------- | ------- | ------- | ------- | ------- | ------- | ------- | ------- | ------- | ------- | ------- | ------- |
| Juniorenweltmeisterschaften | –       | –       | –       | 6       | –       | 26      | –       | –       | –       | –       | –       | –       | –       | –       |
| Deutsche Meisterschaften    | 1J      | 5J      | 4       | 6       | 1       | 2       | 4       | 7       | –       | –       | 6       | 6       | 5       | 2       |
| Finlandia Trophy            | –       | –       | –       | –       | –       | –       | –       | –       | –       | –       | –       | 10      | –       | –       |
| Nebelhorn Trophy            | –       | –       | –       | –       | –       | 9       | –       | –       | –       | 19      | 11      | –       | 10      | –       |

### Andere Wettbewerbe
Junior Grands Prix
- 2002 – 10. Rang – Trofeo Rita Trapanese
- 2003 – 7. Rang – Czech Skate
- 2003 – 10. Rang – Gdansk Cup
- 2004 – 10. Rang – Skate Long Beach

Europäisches Olympisches Jugendfestival
- 2003 – 1. Rang – Bled

Heiko-Fischer-Pokal
- 2004 – 1. Rang
- 2008 – 1. Rang
- 2010 – 1. Rang